# Орен, Михаэль
Ми́хаэль О́рен (ивр. מיכאל אורן‎; род. 20 мая 1955, Johnson City, Нью-Йорк) — израильский писатель, историк, посол Израиля в США (2009—2013).

## Академическая карьера
В 2006 году Орен работал приглашённым профессором в Гарварде и Йельском университете. В 2007 году продолжает чтение лекций в Йеле. В 2008—2009 учебном году работает приглашённым профессором в Джорджтаунском университете.
С 2009 года по 2013 год Михаэль Орен занимал пост посла Израиля в США.

## Публикации
- Oren, Michael (2002). Six Days of War:June 1967 and the Making of the Modern Middle East. Presidio Press. ISBN 978-0-345-46192-6.
- Oren, Michael (2003). Reunion. New York: Plume. ISBN 978-1-931561-26-6.
- Oren, Michael (2007). Power, Faith, and Fantasy: The United States in the Middle East, 1776 to 2006. New York: W.W. Norton & Co. ISBN 978-0-393-33030-4.
- Hazony, David; Hazony, Yoram; and Oren, Michael B. (Eds.) (2007). New Essays on Zionism. Shalem Press. ISBN 978-965-7052-44-0.